# Decembrie 2003
Acest articol este generat integral pe baza informațiilor din articolul 2003 și este actualizat periodic de un robot.
 Editările făcute în articol vor fi șterse la următoarea actualizare! Dacă doriți să faceți modificări, editați articolul-sursă.

ianuarie -
februarie -
martie -
aprilie -
mai -
iunie -
iulie -
august -
septembrie -
octombrie -
noiembrie -
decembrie
Decembrie 2003 a fost a douăsprezecea lună a anului și a început într-o zi de luni.

## Evenimente

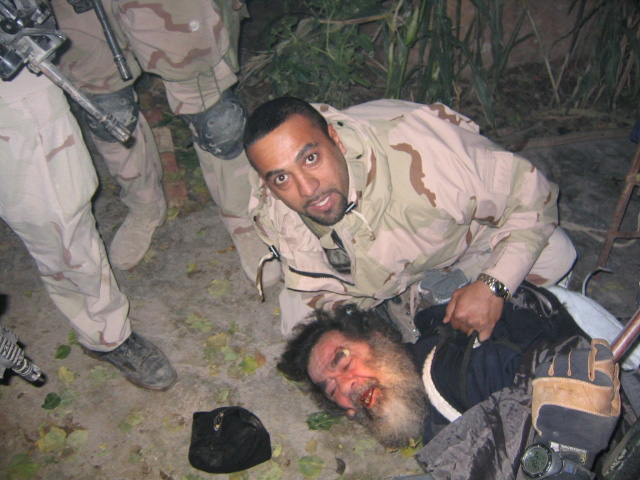
Saddam Hussein capturat de forțele americane

- 13 decembrie: Saddam Hussein, fostul dictator al Irakului, este capturat în  micul oraș Ad-Dawr de către armata americană.
- 26 decembrie: Un cutremur de 6,6 grade zguduie sud - estul Iranului, cu un maxim de intensitate IX Mercalli (violent), provocând moartea a aproximativ 30.000 de oameni.

## Decese
- 6 decembrie: Haddis Alemayehu, 93 ani, scriitor etiopian (n. 1910)
- 7 decembrie: Carl F. H. Henry (n. Carl Ferdinand Howard Henry), 90 ani, teolog american (n. 1913)
- 11 decembrie: Ahmadou Kourouma, 76 ani, scriitor ivorian (n. 1927)
- 12 decembrie: Heidar Aliev (n. Heidar Alirza oglu Aliyev), 80 ani, politician azer, al 3-lea președinte al Azerbaidjanului (1993-2003), (n. 1923)
- 14 decembrie: Christian Bernadac, 66 ani, scriitor francez (n. 1937)
- 14 decembrie: Frank Sheeran, 83 ani, sindicalist american, veteran de război, acuzat că ar fi avut legături cu organizația criminală Bufalino (n. 1920)
- 17 decembrie: Vladimir Novițchi, 86 ani, inginer proiectant și constructor de planoare și de avioane, aviator român (n. 1917)
- 20 decembrie: Nicolae Oprea (general), 53 ani, general român (n. 1950)
- 20 decembrie: Grigore Grigoriu Petru, 62 ani, actor din R. Moldova (Șatra), (n. 1941)
- 30 decembrie: Vladimir Bogomolov, 79 ani, scriitor sovietic și rus (n. 1924)
- 31 decembrie: Francesc Dalmau i Norat, 88 ani, politician spaniol (n. 1915)